# Jerónimo Pardo
Jerónimo Pardo est un logicien espagnol actif à Paris à la fin du XVe et au début du XVIe siècle.

## Biographie
On connaît peu de sa vie, sinon qu’il était (selon certaines sources) originaire de la province de Burgos, et qu’il meurt soit en 1502 ou en 1505. Il étudia au Collège de Montaigu, où il enseigna lui-même par la suite. Il y fut l’un des pionniers de la colonie des nombreux élèves espagnols du cercle de John Mair, dont il fut l’un des premiers collègues. C’est d’ailleurs à John Mair (et à Jacobo Ortiz) que l’on doit la deuxième édition de sa Medulla (1505). Pardo mourrut jeune, dans la trentaine, sans avoir obtenu son doctorat en théologie, car l’épidémie de peste qui sévit à Paris l’obligea à se réfugier à Melun, où il enseigna encore quelques mois avant sa mort.

## Œuvres
- Medulla dyalectices (Paris, 1500) ; edita a perspicacissimo artium preceptore Hieronymo Pardo... ; de novo correcta et emendata cum tabula... per honorandos magistros magistrum Iohannem Maioris..., necnon per... Iacobum Ortiz... (Paris, 1505).